# Bittersweet (album de Blu Cantrell)
Bittersweet este cel de-al doilea material discografic al cântăreței americane Blu Cantrell. Albumul conține single-urile „Breathe” și „Make me Wanna Scream”. Primul dintre acestea avut mare succes la nivel european, obținând poziția cu numărul 1 în Irlanda, Regatul Unit și România. Cel de-al doilea single a activat moderat, obținând poziții de top 10 doar în România. Albumul a primit recenzii pozitive și a avut vânzări de peste 278.000 de exemplare doar în SUA.

## Lista melodiilor
Ediția Standard
| #   | Titlu                                 | Lungime |
| --- | ------------------------------------- | ------- |
| 1.  | „I Love You”                          | 3:48    |
| 2.  | „Sleep in the Middle”                 | 4:34    |
| 3.  | „Unhappy”                             | 4:08    |
| 4.  | „Impatient” (cu Lil Kim & Fat Joe)    | 5:00    |
| 5.  | „Breathe” (cu Sean Paul)              | 3:48    |
| 6.  | „Risk It All”                         | 4:59    |
| 7.  | „Don't Wanna Say Goodbye”             | 4:01    |
| 8.  | „Happily Ever After”                  | 3:49    |
| 9.  | „Holding on to Love”                  | 3:47    |
| 10. | „Let Her Go”                          | 3:25    |
| 11. | „Make me Wanna Scream” (cu Ian Lewis) | 3:28    |
| 12. | „No Place Like Home”                  | 3:44    |

Ediția pentru Regatul Unit și România
| #   | Title                                 | Length |
| --- | ------------------------------------- | ------ |
| 1.  | „I Love You”                          | 3:48   |
| 2.  | „Sleep in the Middle”                 | 4:34   |
| 3.  | „Unhappy”                             | 4:08   |
| 4.  | „Impatient” (cu Lil Kim & Fat Joe)    | 5:00   |
| 5.  | „Breathe” (cu Sean Paul)              | 3:48   |
| 6.  | „Hit 'em Up Style (Oops!)” 1,2        | 4:10   |
| 7.  | „Risk It All”                         | 4:59   |
| 8.  | „Don't Wanna Say Goodbye”             | 4:01   |
| 9.  | „All You Had to Say” 1,2              | 4:22   |
| 10. | „Happily Ever After”                  | 3:49   |
| 11. | „Holding on to Love”                  | 3:47   |
| 12. | „Swingin'” 1,2                        | 3:59   |
| 13. | „Let Her Go”                          | 3:25   |
| 14. | „Round Up” (cu Lady May) 1            | 4:14   |
| 15. | „Make Me Wanna Scream” (cu Ian Lewis) | 3:28   |
| 16. | „No Place Like Home”                  | 3:44   |

- 1 = Nu se află pe ediția pentru SUA a albumului Bittersweet.
- 2 = Se găsește și pe So Blu.

## Single-uri
- „Breathe” a fost lansat ca primul single al albumului. Acesta a devenit un succes instantaneu în Europa, ocupând prima poziție în Irlanda, Regatul Unit și România și poziții de top 10 în țări ca Australia, Danemarca, Elveția, Germania, Norvegia sau Olanda. „Breathe” a rămas până în prezent cel mai bine clasat single al artistei în Europa, ocupând poziția cu numărul 1.[2]
- „Make me Wanna Scream” a fost lansat ca cel de-al doilea și ultimul single al albumului. Spre deosebire de predecesorul său, „Make me Wanna Scream”, a activat mediocru, intrând în top 10 doar în România, unde a atins poziția cu numărul șase în urma numărului mare de difuzări la posturile radio.[3]

## Clasamente
| Clasament                             | Poziție | Referință |
| ------------------------------------- | ------- | --------- |
| French Albums Chart                   | 91      | [ 4 ]     |
| Irish IRMA Albums Chart               | 73      | [ 5 ]     |
| Swiss Albums Chart                    | 82      | [ 6 ]     |
| UK Albums Chart                       | 20      | [ 7 ]     |
| U.S. Billboard 200                    | 37      | [ 8 ]     |
| U.S. Billboard Top R&B/Hip-Hop Albums | 8       | [ 8 ]     |